# 어윤배
어윤배(魚允培, 1934년 7월 20일 - 2002년 10월 27일)는 제 8·9대 숭실대학교 총장이다.

## 학력
- 서울대학교 사범대학 부설고등학교 졸업
- 서울대학교 공법학 학사
- 뉴욕대학교 행정학 박사

## 경력
- 1973년 ~ 1997년 3월 숭실대학교 사회복지학부(구 사회사업학과) 교수
- 1997년 3월 ~ 2001년 2월 숭실대학교 제 8대 총장
- 2001년 3월 ~ 2002년 2월 숭실대학교 제 9대 총장

## 어윤배 총장 사태(숭실대 사태)
2000년 12월, 숭실대학교 어윤배 총장의 연임을 두고 총학생회, 노동조합, 교수협의회가 반발하는 움직임을 보이기 시작했다. 대학 입학정원의 10%를 기독교 선교활동을 한 학생이나 사회복지 업무 종사자, 소년소녀 가장 등에게 개방하는 정책을 추진했던 어 총장의 도덕성에 대한 의문이 제기되었고, 이어서 재단 이사회의 밀어붙이기식 연임 추진에 상황이 악화되어 갔다. 어 총장이 9개월 만에 사퇴하면서 사태가 마무리되었다.

## 저서
- 「사회정책의 이론과 과제」
- 「복지국가와 중소기업」
- 「현대사회와 사회사업」
- 「창조적 목회와 성경해석(전국목회자신학세미나1)」
- 「한국사회의 제문제 2:변혁기의 현상과 인식(사회비평신서 18)」